# Powstrzymać Przemoc Domową
Powstrzymać Przemoc Domową – pierwsza ogólnopolska kampania medialna skierowana do ofiar i świadków przemocy w rodzinie. Została zainicjowana przez Ogólnopolskie Pogotowie Dla Ofiar Przemocy w Rodzinie „Niebieska Linia” oraz Państwową Agencję Rozwiązywania Problemów Alkoholowych w listopadzie 1997 roku.
Celem kampanii było uświadomienie społeczeństwu realnego istnienia problemu przemocy w rodzinie oraz tego, że zjawisko to nie jest ograniczone do środowisk marginesu społecznego i może pojawić się wszędzie. Równie ważne było zwrócenie uwagi, że nieprawdziwy jest stereotyp, że ofiara jest zwykle sama sobie winna i wskazanie instytucji, w których może szukać pomocy.
W ramach kampanii medialnej powstały i były emitowane spoty radiowe i telewizyjne, a w wielu polskich miastach zawisły billboardy autorstwa Tomasza Sikory dotyczące problemów przemocy rodzinnej. Zapamiętane zostały hasła tej kampanii „Bo wyglądała zbyt atrakcyjnie”, „Bo musiał jakoś odreagować”, „Bo zupa była za słona”.
Jako skutki kampanii podawano wynik ponad 56% respondentów deklarujących w badaniu opinii społecznej zetknięcie się z przekazem i 25% tych, których znacznie zainteresował temat kampanii, wzrost liczby telefonów do „Niebieskiej Linii” o 70% w jej trakcie, powstanie ponad 100 nowych placówek pomocy osobom dotkniętym przemocą w rodzinie i przeszkolenie ponad 2,5 tysiąca osób, które w pracy zawodowej mogą zetknąć się z tym zjawiskiem.
Krytyczne głosy podnosiły koncentrację kampanii na przemocy fizycznej wobec kobiet, przy pominięciu przemocy psychicznej i innych grup ofiar, jak również drastyczność i przesadę w sile dobranych środków, która poskutkowała z jednej strony wycofaniem kampanii z niektórych szkół, poradni i placówek oświatowych, a z drugiej strywializowaniem przekazu i pojawieniem się prześmiewczych memów opartych na odwołaniach do haseł kampanii.
W styczniu 2013 roku Komisja Etyki Reklamy działająca przy Związku Stowarzyszeń Rada Reklamy uznała kampanię reklamową gotowych zup firmy Wielkopolska Wytwórnia Żywności PROFI sp. z o.o. S.K.A. za nieetyczną, gdyż reklama, przedstawiając kobietę otrzymującą od mężczyzny kwiat, z podpisem „Bo zupa była prawdziwa…”, nawiązywała do hasła „Bo zupa była za słona” i wizerunku pobitej kobiety z billboardu kampanii Powstrzymać Przemoc Domową.